# Toyin Adewale
Toyin Adewale-Gabriel (* 1969 in Ibadan, Oyo, Nigeria) ist eine nigerianische Dichterin.

## Leben
Toyin Adewale studierte Anglistik und Literaturwissenschaften; von der Obafemi Awolowo University in Ile-Ife erhielt sie den akademischen Grad Magistra (M.A.).
Neben dem nigerianischen Publikum präsentierte sie ihre Werke auch in Südafrika, Deutschland, Österreich, Schweden, Italien, den Niederlanden, Luxemburg und den Vereinigten Staaten von Amerika. Für ihre Lyrik und Kurzprosa erhielt sie mehrere Auszeichnungen.
Toyin Adewale arbeitet außerdem für nigerianische Zeitungen als Literaturkritikerin. Im Jahr 1991 gründete sie die Organisation Women Writers of Nigeria.

## Werke
- Flackernde Kerzen: Frauengeschichten aus Nigeria (2003) ISBN 3-89657-127-3
- Die Aromaforscherin (1998) ISBN 3-929085-48-8
- Naked Testimonies (Englisch / 2006) ISBN 1-85657-107-6